# Runaway (canción de Sebastián Yatra)
«Runaway» es una canción del cantante colombiano Sebastián Yatra, el cantante puertorriqueño Daddy Yankee y la cantante dominicana Natti Natasha con la banda estadounidense Jonas Brothers, lanzada como sencillo el 21 de junio de 2019. Los Jonas Brothers cantan en español en la pista.

## Promoción
Yatra reveló la canción en las redes sociales el 14 de junio, compartiendo también la portada.

## Posiciones en listas
| Lista (2019)                                  | Posición más alta |
| --------------------------------------------- | ----------------- |
| Argentina (Argentina Hot 100)                 | 13                |
| Bolivia (Monitor Latino)                      | 12                |
| Chile (Monitor Latino)                        | 14                |
| Colombia (National-Report)                    | 5                 |
| Ecuador (National-Report)                     | 1                 |
| El Salvador (Monitor Latino)                  | 1                 |
| Guatemala (Monitor Latino)                    | 1                 |
| Honduras (Monitor Latino)                     | 2                 |
| Nicaragua (Monitor Latino)                    | 1                 |
| Panamá (Monitor Latino)                       | 1                 |
| Perú (Monitor Latino)                         | 1                 |
| España (PROMUSICAE)                           | 29                |
| Suiza (Schweizer Hitparade)                   | 96                |
| Estados Unidos (Hot Latin Songs)              | 12                |
| US Bubbling Under Hot 100 Singles (Billboard) | 11                |

## Certificaciones
| País   | Organismo certificador | Certificación | Ventas certificadas | Ref.   |
| ------ | ---------------------- | ------------- | ------------------- | ------ |
| México | AMPROFON               | 2× Platino    | 120 000             | [ 20 ] |